# ガッティコ＝ヴェルーノ
ガッティコ＝ヴェルーノ（伊: Gattico-Veruno）は、イタリア共和国ピエモンテ州ノヴァーラ県にある人口約5,200人の基礎自治体（コムーネ）。
2019年1月1日にガッティコとヴェルーノが合併して発足した。

## 地理

### 位置・広がり
| 隣接するコムーネは以下の通り。 - アグラーテ・コントゥルビア - ボゴーニョ - ボルゴ・ティチーノ - ボルゴマネーロ - コミニャーゴ - インヴォーリオ - オレッジョ・カステッロ - パルッツァーロ |

## 行政

### 分離集落
ガッティコ＝ヴェルーノには、以下の分離集落（フラツィオーネ）がある。
- Gattico (sede comunale), Maggiate Inferiore, Maggiate Superiore, Revislate, Veruno